# Charithra Chandran
Charithra Surya Chandran (pronunciado [tʃəˈriːθrə ˈtʃændræn]; Perth, 17 de enero de 1997) es una actriz y modelo británica de ascendencia india. Principalmente conocida por sus papeles en la serie de suspense de espías de Amazon Alex Rider (2021) y el drama de época de Netflix, Bridgerton (2022).

## Biografía
Charithra Chandran nació el 17 de enero de 1997 en Perth, Escocia (Reino Unido), es hija de profesionales de la medicina. Nació en una familia de origen tamil. Sus padres se separaron cuando ella apenas tenía dos años y se fue a la India con su padre, donde se quedó con sus abuelos en el estado indio de Tamil Nadu. Al regresar al Reino Unido cuando tenía cuatro años, fue a la escuela en Liverpool. Luego ingresó en la Escuela Preparatoria Moreton Hall en Suffolk de seis a once años antes de establecerse con su madre en Oxford durante su adolescencia mientras su padre vivía en Gales.
Chandran completó su sexto curso en el Oxford High School. En 2019, se graduó con una licenciatura en Filosofía, Política y Economía en el New College, uno de los colleges que constituyen la Universidad de Oxford. Durante su etapa universitaria participó en varias producciones teatrales y se unió al National Youth Theatre. Trabajó a tiempo parcial para el New Policy Institute después de tomarse un año sabático, durante el cual hizo teatro como pasatiempo antes de decidir convertirlo en su carrera y rechazó una oferta de trabajo del BCG.
En 2021 se unió al elenco principal de la segunda temporada de la serie de suspenso y espías Alex Rider donde interpretó el papel de Sabina Pleasance. Después de haber hecho una audición antes de que se emitiera la primera temporada. En 2022 interpretó el personaje de Edwina en la segunda temporada del drama de época de Netflix Bridgerton, basada en la novela El vizconde que me amó, producido por Shondaland, junto a Jonathan Bailey y Simone Ashley.
En junio de 2022 prestó su voz a la cortesana Camille para el serial radiofónico de la BBC Radio 3 del mismo título, una adaptación de la obra de teatro de Pam Gems basada en la novela La dama de las camelias de Alexandre Dumas. En septiembre del mismo año, prestó su voz al personaje principal, Mia, en la serie de la compañía Meet Cute, A Mid-Semester Night's Dream. La serie es un recuento lúdico de la obra de teatro, El sueño de una noche de verano de Shakespeare. En esta serie, un grupo de estudiantes de posgrado descubre una impresión mágica de la obra que enamora a quien la lee.
En 2023, fue seleccionada para el papel de Amelie en la próxima comedia romántica para adultos jóvenes How to Date Billy Walsh para Prime Video. También se ha anunciado que Chandran dirigirá y producirá, como productora asociada, Song of the Sun God, una serie dramática de seis capítulos basada en la novela del mismo título de Shankari Chandran.
En agosto de 2024, se anunció que interpretaría a Miss Wednesday en la serie One Piece basada en el manga homónimo.

## Filmografía

### Películas
| Año  | Título                     | Papel  | Notas                     | Ref.   |
| ---- | -------------------------- | ------ | ------------------------- | ------ |
| 2022 | The Talents                | Bekkie | Cortometraje              |        |
| 2022 | Class S                    | Cherry |                           |        |
| 2024 | How to Date Billy Walsh    | Amelia | Película para Prime Video | [ 19 ] |
| 2024 | Maya: Birth of a Superhero | Maya   | Cortometraje              |        |
| 2025 | Fight or Flight            | Isha   |                           | [ 22 ] |
| 2025 | Christmas Karma            | —      | Película musical          | [ 23 ] |

### Televisión
| Año  | Título              | Papel                             | Notas                               | Ref.   |
| ---- | ------------------- | --------------------------------- | ----------------------------------- | ------ |
| 2021 | Alex Rider          | Sabina Pleasance                  | Papel principal (temporada 2)       |        |
| 2022 | Bridgerton          | Edwina Sharma                     | Papel principal (temporada 2)       | [ 24 ] |
| 2023 | Star Wars: Visions  | Annisoukaline «Anni» Kalfus (voz) | Episodio «I Am Your Mother»         | [ 25 ] |
| 2024 | Dune: Prophecy      | Francesca de joven                | Papel recurrente                    | [ 26 ] |
| 2025 | One Piece           | Miss Wednesday                    | Papel principal (temporada 2)       | [ 21 ] |
| —    | Pillow Talk         | Stella                            | Papel principal; serie web          | [ 27 ] |
| —    | Song of the Sun God | Leela                             | Papel principal; productor asociado | [ 20 ] |

### Audio
| Año  | Título                       | Papel   | Notas         | Ref.   |
| ---- | ---------------------------- | ------- | ------------- | ------ |
| 2022 | Meet Cute                    | Mia     | Serie pódcast |        |
| 2022 | Camille                      | Camille | BBC Radio 3   | [ 28 ] |
| 2022 | A Mid-Semester Night's Dream | Mia     | Serie pódcast | [ 29 ] |

### Vídeo musical
| Año  | Título   | Artista(s)     | Ref.   |
| ---- | -------- | -------------- | ------ |
| 2023 | Mosquito | PinkPantheress | [ 30 ] |

## Teatro
| Año  | Título                                | Papel | Director        | Teatro          | Notes | Ref.   |
| ---- | ------------------------------------- | ----- | --------------- | --------------- | ----- | ------ |
| 2024 | Instructions for a Teenage Armageddon | Chica | Georgie Staight | Garrick Theatre |       | [ 31 ] |

## Premios y nominaciones
| Año  | Premio                     | Categoría           | Trabajo    | Resultado | Ref.   |
| ---- | -------------------------- | ------------------- | ---------- | --------- | ------ |
| 2022 | National Television Awards | Estrella en ascenso | Bridgerton | Nominada  | [ 32 ] |
| 2022 | Glamour Awards             | Estrella en ascenso | Bridgerton | Ganadora  | [ 33 ] |